# 卢金兰
卢金兰（787年—812年），字昭华，中国唐朝京城长安人。
卢金兰出身良家，没有兄弟，只有四个姐姐，出生时父亲已去世，其母因此怜爱她，任其所为。卢金兰欲学歌舞伎，其母令她拜师学习，一年多后学成归来，被姐姐们排斥，愤怒地对母亲哭诉：“姐姐们如今看不起我，我还不如去当舞姬算了！”
十五岁时嫁沈亚之为妾。两年后，随沈亚之回东南吴兴郡，随他在吴越之地七年直至元和五年（810年）沈亚之作为进士入京。两年后，沈亚之科举落第，再回东南省亲，卢金兰留在京城没有随行，病逝。生有儿女各一人。葬于城南尹村原之下。九年（814年）冬，沈亚之为其作墓志铭。